# Liste der Kulturdenkmale im Stadtbezirk Lehndorf-Watenbüttel
Die Liste der Kulturdenkmale im Stadtbezirk Lehndorf-Watenbüttel umfasst einen Teil der Kulturdenkmale im Braunschweiger Stadtbezirk Lehndorf-Watenbüttel, größtenteils basierend auf dem Braunschweiger Leit- und Informationssystem BLIK und Veröffentlichungen der Denkmalschutzbehörde Braunschweig.

## Kulturdenkmale
| Bild                                                   | Bezeichnung                                            | Lage                                    | Beschreibung | Bauzeit         | Eingetragen seit | Denkmal- nummer |
| ------------------------------------------------------ | ------------------------------------------------------ | --------------------------------------- | --- | --------------- | ---------------- | --------------- |
| BW                                                     | Alter Dorfplatz                                        | Völkenrode Alter Dorfplatz Karte        | Völkenrode war ursprünglich ein Platzdorf. Einer der Plätze um die sich die Häuser ansammelten ist der Alte Dorfplatz. |                 |                  |                 |
| weitere Bilder                                         | Aufbauhaus                                             | Lehndorf Saarplatz 2 Karte              | Das Aufbauhaus wurde als Zentrum der Gemeinschaftssiedlung Lehndorf errichtet. In ihm wurden eine Volksschule, Partei- und Behördenstellen, eine Turnhalle, eine Filiale der Staatsbank und eine Mütterberatungsstelle untergebracht. Vor dem Turm befindet sich eine Ehrenhalle. | 1935            |                  |                 |
| Ehemalige Flachsrotten                                 | Ehemalige Flachsrotten                                 | Lamme Rodedamm Karte                    | Ehemalige Flachsrotten. Im 18. Jahrhundert spielten der Flachsanbau und die Leinenweberei eine sehr große Rolle für Lamme. |                 |                  |                 |
| Ehemalige Schule                                       | Ehemalige Schule                                       | Lehndorf Große Straße 26 Karte          | Ehemalige Schule aus dem Jahr 1779. Erste Schule in Alt-Lehndorf. Heute wird das Gebäude als Gasthaus genutzt. | 1779            |                  |                 |
| Ehemalige Ölper Wassermühle                            | Ehemalige Ölper Wassermühle                            | Ölper Am Mühlengraben Karte             | Die Ölper Mühle, eine ehemalige Wassermühle, bestand bis 1859. Sie wurde 1388 erstmals erwähnt und gehörte über Jahrhunderte dem Braunschweiger Rat. Heute sind nur noch die Wehranlagen und Fundamentreste erhalten. |                 |                  |                 |
| BW                                                     | Erhaltene Bauernhäuser                                 | Ölper Celler Heerstraße Karte           | Erhaltene Bauernhäuser aus dem 18. Jahrhundert. Sie zeugen vom landwirtschaftlich geprägten Dorf Ölper, das vor allem Hopfen- und Gemüseanbau betrieb. |                 |                  |                 |
| BW                                                     | Gaststätte von Pawelsches Holz                         | Bundesallee 149 Karte                   | Ehemalige Ausflugsgaststätte mit Nebengebäuden. Hellbrauner Ziegelbau auf Elmkalksockel mit erhöhtem Mittelteil, in dem sich der Hauptzugang mit Säulen befindet. 1890 als Waldgaststätte mit Ausschank und Saalbetrieb errichtet. Sie ist Teil eines Gebäudekomplexes, von dem noch das Herrenhaus in Fachwerkbauweise aus dem Jahr 1873 und ein Kuhstall von 1902 erhalten sind. An der Gaststätte befand sich ein Cafégarten. | 1890            |                  |                 |
| Gelände der Bundesforschungsanstalt für Landwirtschaft | Gelände der Bundesforschungsanstalt für Landwirtschaft | Bundesallee Karte                       | Das bereits 1935 eingemeindete Gelände wurde ab 1936 von der Deutschen Forschungsanstalt für Luftfahrt genutzt. Später wurde es u. a. von der ehemaligen Bundesforschungsanstalt für Landwirtschaft und der Physikalisch-Technischen Bundesanstalt genutzt. | 1936            |                  |                 |
| weitere Bilder                                         | Gut Steinhof                                           | Steinhof Celler Heerstraße 336 Karte    | Das Rieselgut Steinhof bildet eine Gruppe, bestehend aus acht denkmalgeschützten Gebäuden: Das Herrenhaus, das Betriebsgebäude, die Durchfahrtsscheune, der Rinderstall, das Speicherhaus, die Tagelöhnerhäuser, ein Fachwerkbau für Ställe und die Arbeiterkaserne. | ab 1789         |                  |                 |
| BW                                                     | Hof Schrader                                           | Watenbüttel Celler Heerstraße 314 Karte | Auf diesem Hof lebte im 16. Jahrhundert der Bildhauer und Erfinder Hans Jürgen „Spinnrad“. |                 |                  |                 |
| weitere Bilder                                         | Hofanlage Hannoversche Straße 40                       | Lehndorf Hannoversche Straße 40 Karte   | Bäuerliche Hofanlage aus den Jahren 1891 bis 1892 mit städtischem Einfluss. Heute Sitz eines Seniorenheimes. Baudenkmal. | 1891–1892       |                  |                 |
| BW                                                     | Hofanlage Peiner Straße 126                            | Völkenrode Peiner Straße 126 Karte      | Hofanlage mit Fachwerkbau aus dem beginnenden 19. Jahrhundert. Baudenkmal. |                 |                  |                 |
| Kirche St. Jürgen                                      | Kirche St. Jürgen                                      | Ölper Kirchbergstraße Karte             | Neogotische Kirche aus dem Jahr 1842, errichtet nach Plänen von Carl Theodor Ottmer. | 1842            |                  |                 |
| Kirche St. Marien                                      | Kirche St. Marien                                      | Lamme Rodedamm Karte                    | Klassizistische Kirche aus den Jahren 1823 bis 1824, errichtet anstelle eines Vorgängerbaus unter der Leitung von Baumeister Carl Liebau. | 1823–1824       |                  |                 |
| Kirche Völkenrode                                      | Kirche Völkenrode                                      | Völkenrode Kirchgang Karte              | 1744 nach einem Dorfbrand als Saalbau aus Bruch- und Haustein errichtet. Bereits 1555 war in Völkenrode eine Kirche vorhanden. | 1744            |                  |                 |
| Kirche Watenbüttel                                     | Kirche Watenbüttel                                     | Watenbüttel Am Okerdüker Karte          | 1803 wurde die Kirche von Watenbüttel wegen Baufälligkeit abgerissen. Von 1804 bis 1805 wurde die heutige klassizistische Kirche nach Plänen des Cammerbaumeisters Heinrich Ludwig Rothermundt erbaut. | 1804–1805       |                  |                 |
| Klauenberg                                             | Klauenberg                                             | Lamme Klauenberg Karte                  | Die Straße ist ein Beispiel für Einfamilienhaus-Neubauten aus der Nachkriegszeit. |                 |                  |                 |
| Kreuzkirche                                            | Kreuzkirche                                            | Lehndorf Große Straße Karte             | Ersterwähnung 1245. Romanischer Bau mit Jugendstil-Anbauten. | 13. Jahrhundert |                  |                 |
| BW                                                     | Lehndorf-Siedlung                                      | Lehndorf Saarstraße Karte               | Um die mittelalterliche Altstadt zu entlasten wurden ab 1923 Planungen für neue moderne Siedlungen im Grünen begonnen. Eines der realisierten Projekte war die ab 1932 mit verschiedenen Siedlungstypen für 6000 Einwohner entstandene Siedlung Lehndorf. In ihrer Mitte entstand das Aufbauhaus und angrenzend die Wichernkirche.                                                                                               | Ab 1932         |                  |                 |
| Obelisk                                                | Obelisk                                                | Ölper Celler Heerstraße Karte           | Obelisk zur Erinnerung an das Gefecht bei Ölper am 1. August 1809. Errichtet 1845. | 1845            |                  |                 |
| weitere Bilder                                         | Ölper Turm                                             | Ölper Celler Heerstraße 46 Karte        | 1642 erbautes Fachwerkgebäude. Baudenkmal. | 1642            |                  |                 |
| weitere Bilder                                         | Ölper Wehr (Ölper Mühlenwehr)                          | Ölper Am Mühlengraben Karte             | Ein Balken der Wehrbrücke trug die Jahreszahl 1859. Von 2007 bis 2008 fand eine Sanierung des Wehres statt. Baudenkmal. |                 | 2003             |                 |
| weitere Bilder                                         | Okerdüker                                              | Watenbüttel Am Okerdüker 16 Karte       | 1932 fertiggestellter Düker. Mit diesem unterquert die Oker den Mittellandkanal. | 1932            |                  |                 |
| Papengey                                               | Papengey                                               | Lamme Papengey Karte                    | Die Straße ist ein Beispiel für Einfamilienhaus-Neubauten aus der Nachkriegszeit. |                 |                  |                 |
| Pfarrhaus                                              | Pfarrhaus                                              | Lehndorf Große Straße 13 Karte          | Pfarrhaus im klassizistischen Stil aus dem Jahr 1840. | 1840            |                  |                 |
| weitere Bilder                                         | Pfläcknis                                              | Ölper Am Mühlengraben Karte             | Früheres Freiflutwehr der Ölper Mühle. Seit 1727 erwähnt, der heutige Zustand mit der seitlichen Einfassung aus Werksteinen datiert aus der Zeit um 1800 und gehört mit zu den besterhaltenen Kulturdenkmälern der Braunschweiger Stadtgeschichte. |                 | 2013             |                 |
| weitere Bilder                                         | Physikalisch-Technische Bundesanstalt                  | Bundesallee Karte                       | Auf dem Gelände befindet sich der Hauptsitz der Physikalisch-Technischen Bundesanstalt. | 1932            |                  |                 |
| BW                                                     | Pöttgerbrink                                           | Völkenrode Pöttgerbrink Karte           | Völkenrode war ursprünglich ein Platzdorf. Der Pöttgerbrink war einer der Plätze des alten Ortskerns. Um ihn sammelten sich der Großteil der Häuser von Völkenrode an. |                 |                  |                 |
| BW                                                     | Querdurchfahrtsscheune                                 | Lamme Frankenstraße 27/27a Karte        | Scheune aus Fachwerk aus der Mitte des 19. Jahrhunderts. Die Restaurierung der Scheune wurde 2012 mit dem Preis für Denkmalpflege der Niedersächsischen Sparkassenstiftung sowie dem Sonderpreis des Bundespreises für Handwerk in der Denkmalpflege 2012 ausgezeichnet. | 19. Jahrhundert |                  |                 |
| Raffturm                                               | Raffturm                                               | Raffturm 1 Karte                        | Der Raffturm entstand als Wartturm der Braunschweiger Landwehr. Das heutige Fachwerkgebäude wurde um 1780 errichtet und diente lange als Gasthaus. | ca. 1780        |                  |                 |
| Siedlungskern                                          | Siedlungskern                                          | Watenbüttel Am Okerdüker Karte          | In der Straße „Am Okerdüker“ befindet sich der wahrscheinliche Siedlungskern von Watenbüttel, das im 12. Jahrhundert erstmals urkundlich erwähnt wurde. |                 |                  |                 |
| Versorgungszentrum                                     | Versorgungszentrum                                     | Kanzlerfeld David-Mansfeld-Weg Karte    | Bildet zusammen mit dem Wichernhaus den Kern des Stadtteils Kanzlerfeld, das ab 1962 als Wohnsiedlung im Grünen entstand. Teil des Ensembles Kanzlerfeld. |                 |                  |                 |
| Wichernhaus                                            | Wichernhaus                                            | Kanzlerfeld David-Mansfeld-Weg 8 Karte  | Das Wichernhaus, das Gotteshaus der Wicherngemeinde für Kanzlerfeld und gleichzeitig Begegnungszentrum, wurde 1976 nach Plänen des Architekten Dieter Quiram errichtet. | 1976            |                  |                 |
| weitere Bilder                                         | Wichernkirche                                          | Lehndorf Sulzbacher Straße 41 Karte     | Moderne Kirche, nach einem Entwurf des Architekten Gustav Gsaenger aus München errichtet. 1940 fand die Weihe statt. Baudenkmal. | 1937–1940       | März 1999        |                 |